# Pantoporia confluens
Pantoporia confluens är en fjärilsart som beskrevs av Hagen 1898. Pantoporia confluens ingår i släktet Pantoporia och familjen praktfjärilar. Inga underarter finns listade i Catalogue of Life.